# Шапка Мономаха

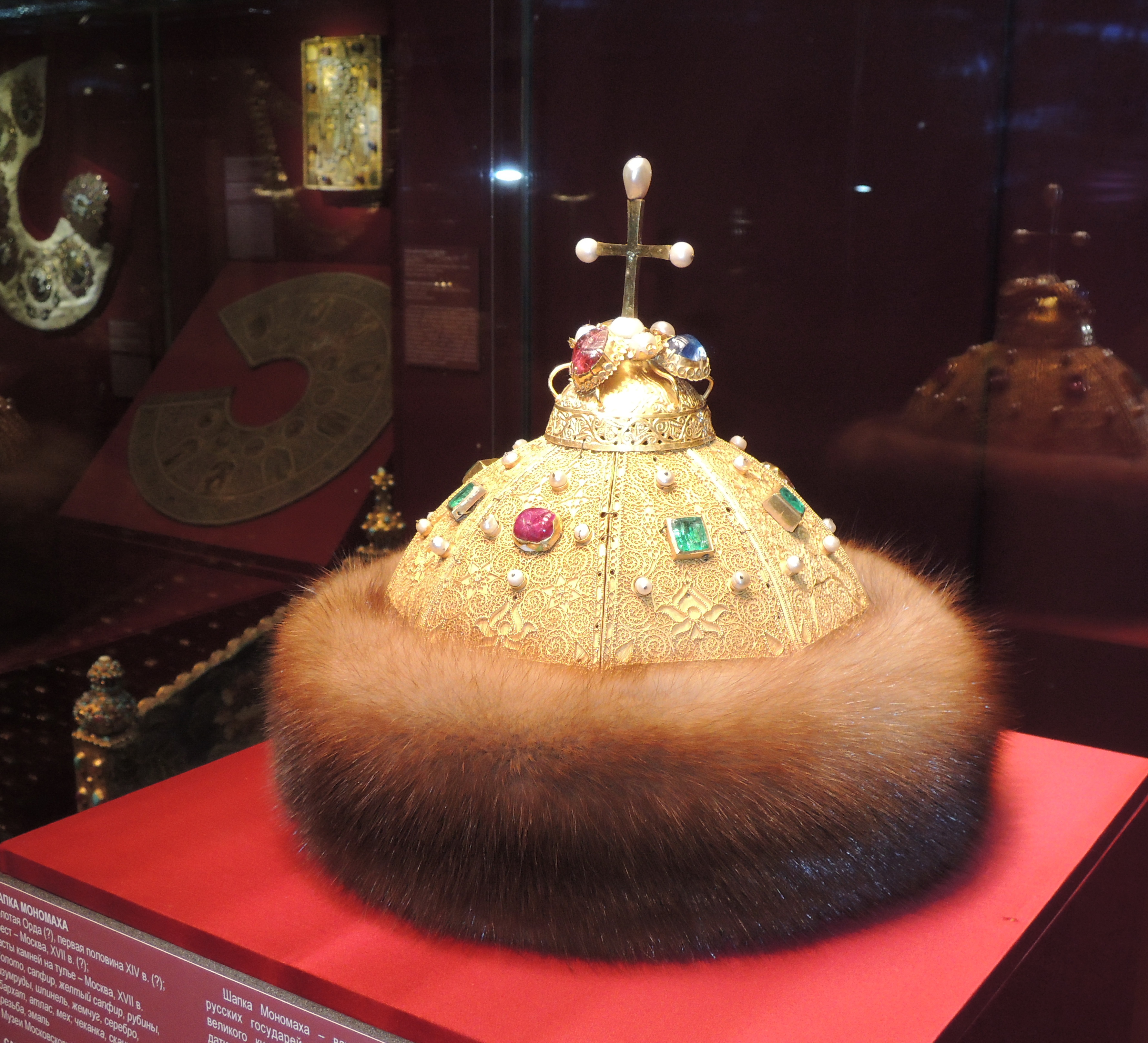
Шапка Мономаха в Оружейной палате, 2013

Ша́пка Монома́ха, Мономахова шапка — главный царский головной убор великих князей и царей, символ самодержавия в России. Относится к числу древнейших регалий Оружейной палаты Московского Кремля. Внешне представляет собой золотой головной убор с соболиной опушкой, украшенный жемчугом и драгоценными камнями, увенчана крестом.
Вопрос места и времени создания шапки Мономаха является спорным, историки выдвигают на этот счёт различные гипотезы. Согласно основной современной теории, она была собрана из деталей шлемов сыновей Ивана Красного — Дмитрия Донского и княжича Ивана. Золотые пластины тульи датируются началом-серединой XIII века, единый предмет из них был составлен в 1505—1526 годах.
До середины XIX века за неимением серьёзных аналитических исследований атрибуция шапки Мономаха основывалась на сказании о дарах византийского императора Константина Мономаха. В действительности эта легенда была создана при великом князе Василии III с целью упрочить его права на престол.

## Характеристики
Вес шапки Мономаха — 993,66 грамма. Нижняя часть оторочена собольим мехом, навершие-«яблоко» украшено золотым крестом. На шапке расположено 11 драгоценных камней пяти видов: синий и жёлтый сапфиры на «яблоке», три красных шпинели (один камень на яблоке и два камня на пластинах), два рубина и четыре изумруда на тулье. Кроме того, в украшении использованы 32 жемчужины: четыре на кресте, три — на яблоке, по три жемчужины на семи золотых пластинах. Передняя восьмая пластина содержит четыре жемчужины, выложенные в форме ромба.

## Создание

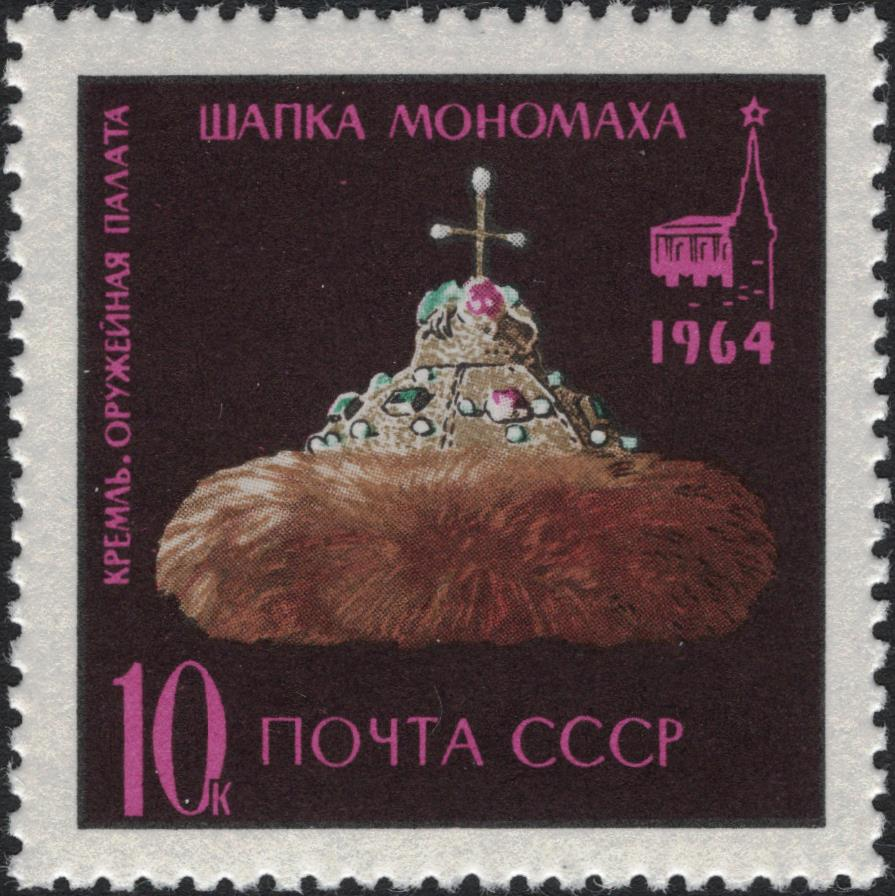
Марка СССР. Серия «Кремль. Оружейная палата», 1964

Шапка Мономаха является предметом дискуссии учёных-историков на протяжении нескольких веков. Время и место изготовления, первый владелец, идеологическая составляющая — все эти аспекты имеют многочисленные версии. До конца XVIII века происхождение регалии связывали со сказанием о дарах Константина Мономаха, однако уже к XIX столетию эта легенда была развенчана. В XX веке сложились четыре основные теории о месте создания убора: из Золотой Орды, Каира, Древней Москвы и Византии.

### Легенда о подарке Мономаха
Согласно преданию, в 1114 году князь Владимир призвал к себе бояр и молвил: «князь великий Олег ходил и взял с Царьграда дань на вся вои своя, и здрав воротился восвояси; а потом князь великий Святослав Игоревич ходил и взял на Константин-град тяжчайшую дань: и мы Божею милостею той же чести сподобны». Владимир собрал искусных воевод, великое войско и отправил их на Оракию, откуда вернулись они с богатством и тысячами пленных. Византии тогда угрожали персы и латыняне, а правил ею Константин IX Мономах, приходившийся Владимиру дедом. Не желая новой войны, император отправил своему внуку в Киев богатые дары в честь его восхода на русский престол. Послы из Царьграда — митрополит Эфесский Неофит, епископ Милитинский Евстахий и стратиг Антиохийский — поднесли Владимиру золотое блюдо, на котором лежали животворящий крест, царский венец, святые бармы и цепь аравийского золота. Этими регалиями византийский император благословил великого князя на самодержавное царство и нарёк его Мономахом, государем всей Руси.
В действительности Константин Мономах умер, когда Владимиру было два года. Ещё в 1860 году было установлено, что среди исторических деятелей не существовало митрополита Неофита. Более того, по мнению ряда историков, князь Владимир Всеволодович при жизни не именовался Мономахом — это прозвище было добавлено позднее, примерно во время создания легенды о шапке.

### Татарское происхождение
Знаток древнерусской истории Николай Борисов предполагает, что шапку после смерти московского князя Юрия Даниловича получил его брат Иван Калита от Узбек-хана. Якобы изначально шапка являлась женской тюбетейкой и принадлежала сестре Узбека и жене Юрия Кончаке, в крещении — Агафие. Юрий Данилович «жил в Орде, умел сблизиться с семейством хана <…> и возвратился на Русь с сильными послами татарскими». В 1317 году Кончака была взята в плен и умерла в Твери, предположительно от отравления. Князь был убит в 1325 году по приказу тверского князя Дмитрия Михайловича. Хану Узбеку сообщили, что Юрий присваивал себе собранную для Орды дань. Из-за отсутствия других наследников вся казна перешла к Ивану Калите.
Историк Г. Ф. Валеева-Сулейманова подтверждает татарское происхождение шапки результатами исследования Симферопольского клада из Исторического музея Москвы. По мнению учёной, входящий в него женский головной убор идентичен шапке в расположении деталей навершия и филиграни пластин. Дополнительное сходство придаёт расположенный в верхней части цилиндрический стержень — такое крепление использовалось в тюркских женских тюбетейках для декора павлиньими перьями, в шапке Мономаха на него был установлен крест.
Согласно работам историка И. А. Бобровницкой, золотые пластины шапки были частью головного убора Чингизидов Золотой Орды. По мнению ведущего научного сотрудника Эрмитажа М. Г. Крамаровского, шапка была создана в Крыму или одном из городов Поволжья в начале XIV—XV веков.
Существуют также более оригинальные версии. Например, что хан Узбек получил шапку от некого египетского султана в 1317 году, а сама она была сделана в Каире в XIV веке. Другая гипотеза предполагает, что Иван Калита купил шапку в генуэзской колонии в Каффе.
Монгольское происхождение шапки Мономаха опровергается несколькими аргументами. Во-первых, восточная традиция считала недопустимой передачу сакрального символа власти от одного мужчины другому, за исключением кровного наследования. Во-вторых, на протяжении многих лет именно русские князья с данью передавали богатые подарки ордынским ханам, а не наоборот. В-третьих, нет документального подтверждения, что шапка принадлежала сестре хана Узбека. Традиция передавать богатое приданое при выдаче замуж существовала только у европейцев и отсутствовала у монголов. Переделка шапки из женской тюбетейки и последующая передача в качестве княжеской инсигнии невозможна по религиозным причинам: христианская религия прямо запрещает ношение мужчиной женских вещей.

### Византийская теория

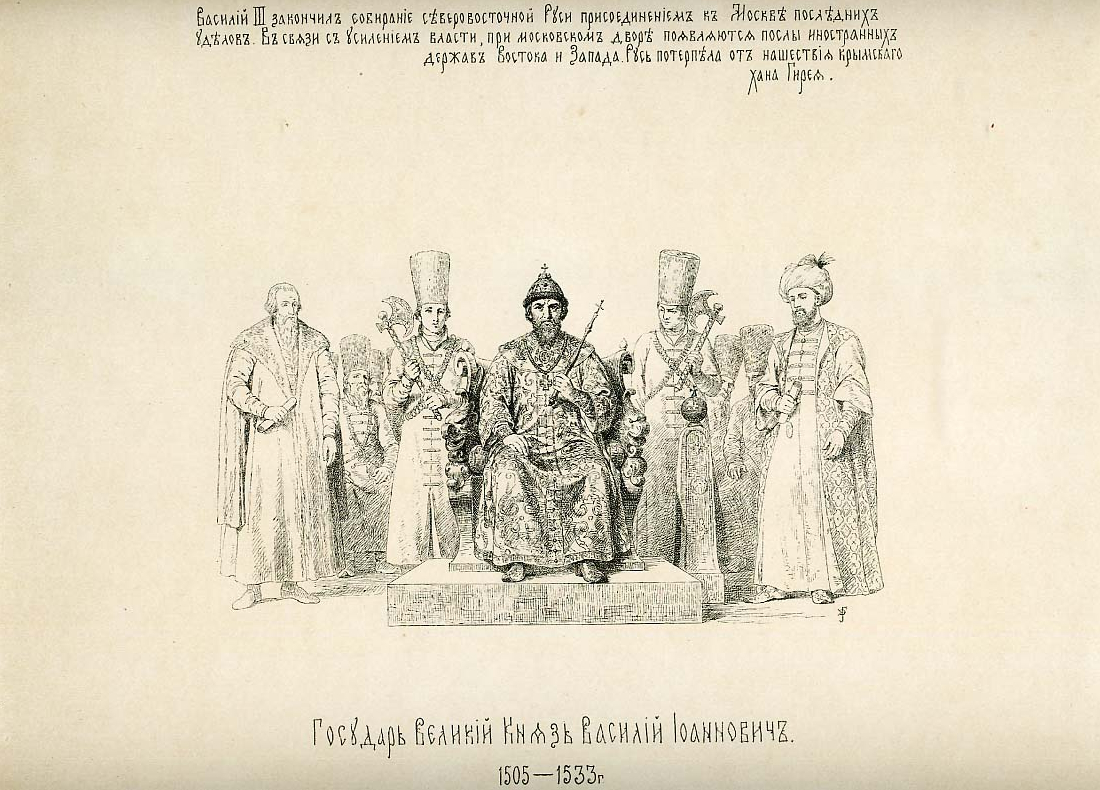
Альбом «История Государства Российского в изображениях державных его правителей с кратким пояснительным текстом».
Художник Василий Верещагин, 1896

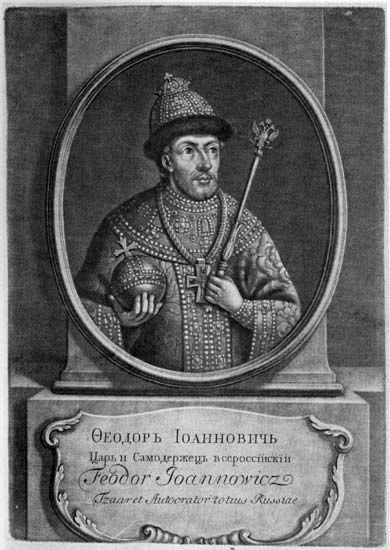
Фёдор I Иванович, гравёр Штенглин, Иоганн, литография, XVIII век

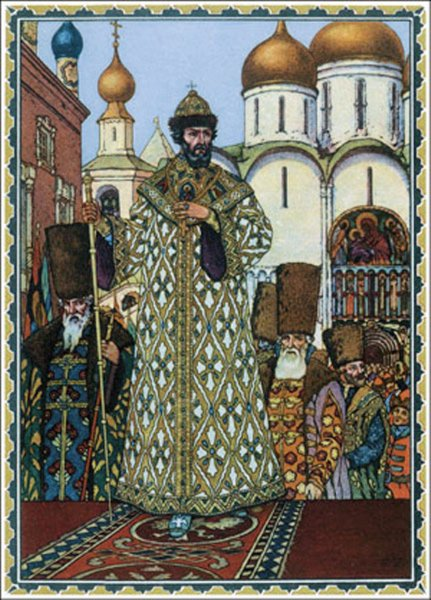
Борис Годунов в шапке Мономаха, художник Борис Зворькин, 1925

#### Датирование
Анализ деталей шапки однозначно подтверждает большую разницу во времени происхождения отдельных её частей. Самой древней признана тулья и золотые пластины, из которых она сложена. Согласно исследованиям сотрудников Оружейной палаты, соболья опушка и крест на шапке появились значительно позднее. Навершие в форме «яблока» предположительно относится к середине XVI века.
Датировка отдельных элементов не даёт ответа на вопрос о точном возрасте шапки Мономаха. Как и многие исторические династические головные уборы, она является сложным составным предметом. Золотые пластины по уровню исполнения значительно превосходят качество соединения шапки в единое целое. Это позволяет предположить, что шапка была собрана мастерами низшего уровня из частей произведения более искусных ювелиров. Недостоверность мифологического происхождения не отменяет вероятности того, что шапка была действительно сделана византийскими мастерами. В результате тщательного анализа филиграни на золотых пластинах тульи историк и искусствовед, специалист по скани и зерни Н. В. Жилина относит создание этой части шапки Мономаха к первой половине XIII века.

#### Формирование легенды
Легенда о происхождении шапки Мономаха как подарка от византийского императора Константина была документально оформлена в правление Василия III, который стал вторым наследником Ивана III. Первым был Дмитрий, внук по линии первой супруги царя Марии Тверской. Дмитрий получил титул великого князя и был венчан на царство в 1498 году на специальной церемонии в Успенском соборе, однако лишь как соправитель деда, без наименования самодержцем. Спустя несколько месяцев Иван III пожаловал Василию III правление Великим Новгородом и великокняжеский титул, фактически аннулировав в правах предыдущего наследника. Уже в 1502 году Дмитрий-внук попал в опалу, в 1505-м посажен в тюрьму и умер семь лет спустя.
Австрийский дипломат барон фон Герберштейн в своих воспоминаниях писал:
При жизни Дмитрия Василий выдавал себя только за правителя, по смерти же его завладел княжеской властью, не будучи, однако, венчанным.
Действительно, о процессе венчания на царство Василия III не сохранилось письменных свидетельств. Кроме того, в духовной грамоте Ивана III подробно перечислены самые ценные реликвии, которые он передавал в наследство Василию — кресты и икона, но шапки Мономаха в этом списке нет. Василий III стремился упрочить легитимность своей власти, подчеркнуть её многовековую преемственность, хотя фактически к началу его правления многие настоящие династические регалии были утрачены. Среди политических сил ему противостояли сторонники Дмитрия-внука, папа Лев X навязывал вступление под власть Ватикана. Обостряло проблему долгое отсутствие наследников — Василий III передавал престол трёхлетнему сыну. По совокупности этих причин в период с 1505 по 1533 год была развёрнута программа «реставрации» династических регалий, в том числе исторических царских головных уборов. Предположительно, шапка Мономаха была создана по заказу Василия III между 1521 и 1526 годами из золотых пластин — частей шлемов, которые хранились в московской казне.

#### Роль Василия III
Для сказаний русской литературы XIV—XVI веков характерно смешение исторических фактов и легендарных мотивов, позволявшее изложить события прошедшего времени в нужном современному правительству свете. После перехода власти к Василию III списки летописей редактировались так, чтобы подчеркнуть династическую преемственность его власти и тесные связи с Византией, а через неё — с древним Римом. В «Рассказе о потомках Августа и о дарах Мономаха» первый русский князь Рюрик восходил к роду римского императора Августа, а передача регалий Мономаха «связывала историю Московского государства двойным узлом с давним величием Римской империи». Исследователи отмечают сходство этой генеалогической легенды с подобными сюжетами византийцев и южных славян, когда действующего властителя представляли наследником легендарного персонажа из прошлого. Таким образом подчёркивались особое положение правителя и его исключительные права.
Русские великие князья тесно общались с татарскими правителями и ещё со времён Ивана Красного переняли тюрко-монгольскую традицию использовать два царских головных убора — золотую шапку и шлем наследника. Сравнение шапки Мономаха и шлема Ивана Грозного обнаруживает принципиальное сходство в структуре и художественном исполнении.
Первое короткое письменное упоминание о некой «шапке», которой венчался на царство внук Ивана III Дмитрий, встречается в грамоте 1498 года. В 1509—1518 годах ещё существовала формулярная редакция чина венчания, где шапка фигурирует без приставки «Мономахова». Однако уже в текстах 1518-го и чудовской редакции 1510 — начала 1540-х годов коронование Дмитрия проводится именно Мономаховой шапкой. Дошедший до современных исследователей текст «Послания о Мономаховом венце» Спиридона-Саввы также датируется эпохой правления Василия III и подчёркивает династическую важность шапки Мономаха как символической связи с Византией. Подробный рассказ о венчании на царство Дмитрия именно шапкой Мономаха обнаруживается в списках летописей только XVII века. Сомнения в подлинности этой легенды встречаются у многих учёных XIX века. Уже в 1856 году профессор Сергей Орнатский сомневался в достоверности «рассказа позднейших писателей о столь отдалённом от них событии, о котором ближайшие к нему по времени летописцы вовсе не упоминают». Согласно Орнатскому, ошибка один раз случайно попала в летописи-чины царских венчаний и стала восприниматься как истина только потому, что дублировалась на протяжении целого столетия.
Утверждение шапки Мономаха как части вымышленной непрерывной традиции венчания на царство русских князей закрепилось в правление Ивана Грозного. Достоверно известно, что в 1547 году он использовал эту регалию на церемонии вступления на престол. Предположительно, именно тогда на шапке появился крест. В 1551-м были созданы барельефы Успенского собора, посвящённые легенде о даре Константина Мономаха. Изданная при Грозном формулярная редакция чина венчания его сына Ивана гласила, что царевич должен получить «царский венец, который, наряду с другими регалиями, был прислан императором Константином Мономахом». Более поздняя версия документа от 1557—1560 годов уже явно подчёркивала древность московской династии и близость её к византийскому императору.

### Основная теория происхождения
По мнению историка Г. Н. Бочарова, шапку создали в Москве из золота великокняжеской казны во времена правления Василия II. Исследователь С. Н. Богатырёв подтверждает эту гипотезу примерами других исторических артефактов, собранных из фрагментов более древних предметов. Подобным образом были сделаны панагия архиепископа Пимена и Корсунские ворота новгородского Софийского собора. По версии Богатырёва, шапка Мономаха была собрана из деталей шлемов обоих сыновей Ивана Красного — Дмитрия Донского и княжича Ивана. Анализ завещаний великих князей позволил предположить, что золотые пластины происходили из шлема-шишака Ивана Красного. Эту гипотезу подтверждает расположение орнаментальной окантовки пластин: угловые элементы зигзагообразного узора направлены в разные стороны, как если бы части двух очень похожих головных уборов были сложены в одно целое. При этом на I конструктивной стадии золотые пластины, вероятно, были соединены встык — об этом свидетельствует отсутствие соединительных отверстий. Дополнительным аргументом в пользу этой теории является наличие звёздчатого основания в навершии шлемов-шишаков, аналогичного по креплению навершию шапки Мономаха. Предположительно, шлемы братьев-князей перешли во владение Ивана III в составе белозёрской казны в 1486 году от внука Дмитрия Донского Михаила Верейского-Белозёрского. К тому моменту уже были утрачены некоторые детали, шлемы даже могли храниться разобранными. Поэтому при создании шапки Мономаха мастера использовали пластины с несовпадающим узором. Отдельную статью посвятила критике представлений Богатырёва о русских царских шапках историк Юлия Игина.

## Внешний вид

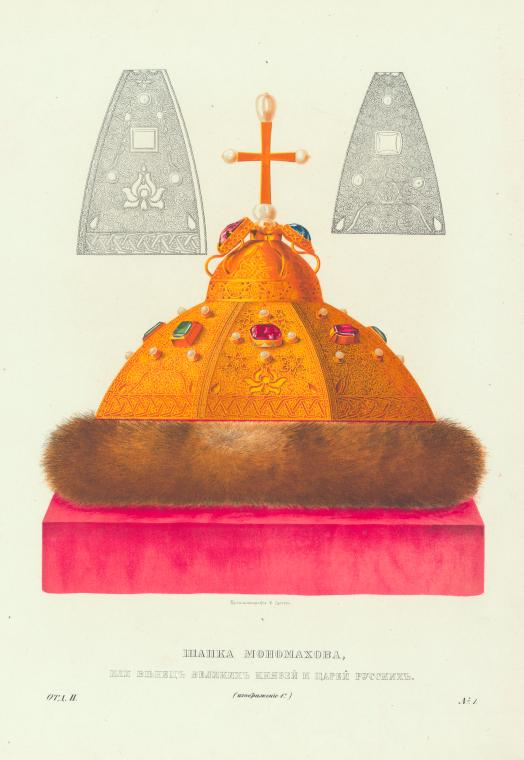
Рисунок начала 1830-х годов, художник Фёдор Солнцев

### Описания
Первое краткое описание внешнего вида шапки Мономаха сохранилось в записках барона фон Герберштейна. Он приезжал в Москву в 1517 и 1526 годах и в один из своих визитов увидел в казне Василия III следующий предмет:
Шляпа на их языке называется schapka; её носил Владимир Мономах и оставил её, украшенную драгоценными камнями и нарядно убранную золотыми бляшками, которые колыхались, извиваясь змейками (будучи подвешенными на золотых проволочках).
16 февраля 1696 года по приказу Петра I постельник Алексей Михайлович Татищев и стряпчий с ключом Леонтий Богданович Плохов составили опись казны покойного Ивана V Алексеевича. В документе упоминался следующий предмет:
Шапка царская золотая, сканая Мономахова, на ней крест золотой гладкий, на нём по концам и в исподи четыре зерна гурмицких, да в ней каменья, в золотых гнёздах: над яблоком, яхонт жёлтый, яхонт лазоревый, лал, промеж ними три зерна гурмыцких; да на ней четыре изумруда, два лала, две коры яхонтовых, в золотых гнёздах, двадцать пять зёрен гурмицких, на золотых спнях; около соболей: подложена атласом червчатым: влагалище деревянное, оклеено бархателью травчатою, закладки и крючки серебряны.
В Описи московской Оружейной палаты 1884 года приводится более подробное описание:
Наследственный государей Российских царский золотой венец, называемый шапкой Мономаха

Золотой и украшенный драгоценными каменьями, он состоит из восьми продолговатых треугольных дощечек, покрытых с лицевой стороны сканью, соединённых острыми концами под яблоком. Рисунок скани на дощечках, представляя собою общий характер греческих завитков, различается в подробностях так, что на одной дощечке, служившей передней, совершенно особый рисунок, на трёх других он несколько сходен с рисунком первой дощечки, на четырёх остальных совершенно отдельный от рисунка подробностей первых дощечек. Рисунок каждой дощечки окоймлён снизу поясом в роде угольчатой цепи, а около швов боковыми рамками: по открытым швам пробиты отверстия, для укрепления дощечек. Яблоко по нижнему поясу прорезано, а в средних частях чеканено. На яблоке гладкий золотой крест; по концам и в подножии его четыре бурмитских зерна, верхнее продолговато, боковые круглы, а нижнее как бы несколько сдавлено и крупнее прочих. На яблоке в гнездах, украшенных сбоку колечками, на долгих согнутых спнях три крупных камня: яхонт лазоревый, яхонт жёлтый и просверленный лал; между ними в репьях, на таких же долгих согнутых спнях три бурмитских зерна, величиной равные вышеописанным. На каждой из восьми дощечек, в гнёздах, из которых три украшены сбоку финифтью, находится посередине по крупному камню: два червчатых яхонта, два лала, один гранёный розсыпью, один испорчен, и четыре изумруда. Камни обставлены бурмитскими зернами, в виде треугольников: на семи дощечках по три, а на восьмой, передней, четыре зерна. Внутри шапки винты медные и шести гаек золотых недостаёт. Опушка на шапке соболья. Вес с опушкой и подкладкой два фунта сорок один золотник. Цена одна тысяча девятьсот девяносто два рубля.

### Конструктивные фазы

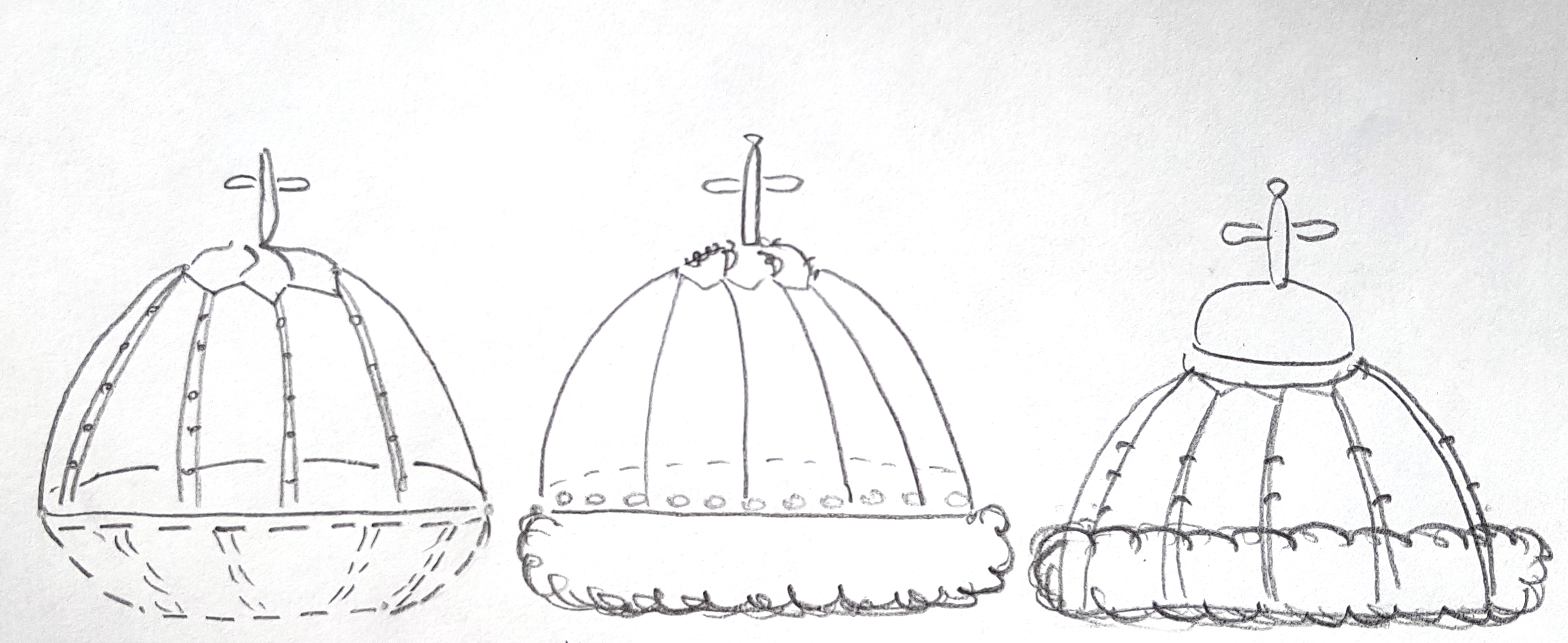
Схемы крепления деталей шапки на I, II и IV стадиях

Автор самого детального современного исследования шапки Мономаха, специалист по зерни и скани Н. В. Жилина выделяет четыре фазы в её истории.
- I стадия, Митрообразный венец, 60-70-е годы XIII века — На этом этапе шапка состояла из двух рядов декорированных золотых пластин и креста, который крепился на тонкую проволоку к специальным треугольным вырезам в их верхней части[58].
- II стадия, Княжеская шапка, XV век — В этот период шапка имела меховую окантовку в нижней части и была украшена драгоценными камнями, но утратила нижний ряд золотых пластин. Ко внутренней части добавили металлический обруч и опорные дощечки, для их закрепления проделали новые отверстия в первом слое. На этой стадии шапка Мономаха стала главным символом власти и послужила прообразом для создания целого ряда подобных уборов[59].
- III стадия, Царская шапка с «яблоком», середина XVI века — На этом этапе была изменена верхняя часть, крест насажен на полусферическое навершие[60].
- IV стадия, Конструктивный распад, конец XVII—XIX века — В этот период шапка утратила целостность головного убора, исчез второй слой креплений, а мех был поднят наверх и скрыл часть филиграни. Также к этому периоду относятся грубые ювелирные решения: соединение пластин проволокой через края, крепление прямоугольных кастов на круглые гнёзда[61].

Замена некоторых деталей документально подтверждена: например, в описи 1884 года винты были сделаны из меди. А по описи 1696-го закладки и крючки внутренней части были серебряными. На основе реконструктивного анализа предполагается, что шапка I этапа имела нижний ряд более коротких золотых пластин. Их изогнули так, что диаметр обода внизу сужался и плотно охватывал голову.
В нижней части золотых пластин расположены отверстия трёх видов. Первый тип отличается аккуратностью исполнения — диаметром 1-1,5 мм и с гладким контуром вокруг, точным соответствием узору. Отверстия второго типа имеют неправильные очертания, часто рваные контуры и расположены с нарушением орнамента скани. Сторонники теории монгольского происхождения шапки предполагают, что все отверстия использовались для крепления драгоценных подвесок. Однако исследование Н. В. Жилиной подтверждает, что отверстия второго и третьего типов хронологически отстают от первого и выполнены с нарушением изначального ювелирного замысла.

### Золотые пластины
Золотые пластины тульи являются основным элементом конструкции шапки и одной из древнейших её частей. Каждая пластина представляет собой вытянутую трапецию с треугольным вырезом наверху, покрытую сканым орнаментом. По поверхности деталей расположены жемчужины, отдельно и в кастах высотой 3-4 мм. На половине пластин в нижней части изображён лотос, на остальных — шестиконечная звезда с 12-лепестковой розеткой внутри. Завитки из золотой проволоки спиралевидно закручиваются справа налево.
Вопрос атрибуции филиграни на золотых пластинах вызывает разногласия среди историков. Согласно сторонникам монгольской теории, технология накладной ажурной скани применялась в Поволжье ещё в X—XII веках, а наибольшее количество предметов в подобной технике датируются XIII—XIV веками. Противники этой теории утверждают, что в мастерских Сарая работали пленные мастера, которые не могли создавать филигранные украшения в отрыве от многовековых ювелирных традиций. Н. В. Жилина провела детальное исследование скани на шапке Мономаха по нескольким факторам: качеству вальцевания, типу витья, способу наложения, толщине золотой нити. На основе этого анализа она относит пластины к византийскому искусству первых трёх четвертей XIII века.
Согласно исследованию Жилиной, именно большие фоновые спирали позволяют отнести пластины к византийскому искусству XIII века: филигрань высокого рельефа изготовлена навиванием одной проволоки.

### Навершие
Навершие шапки Мономаха состоит из трёх частей: креста с жемчужинами, касты на изогнутой проволоке, в которых заключены группы из трёх жемчужин и трёх драгоценных камней, и полусферы-«яблоко».
Эти составляющие соединены с искажениями, что свидетельствует о переделках относительно оригинального расположения и опровергает теорию о происхождении шапки от тюркского женского головного убора. Например, проволочные дуги слишком тонкие для тяжёлых кастов и деформированы под их весом. Число и расположение проволочек соответствуют окончаниям зубцов на кресте, а центральное отверстие в верхней части выпилено, а не задумано изначально. Касты тульи и навершия технологически отличаются и атрибутированы к разным эпохам.

### Меховая опушка
Соболья оторочка на шапке служила дополнительным символом власти и богатства. В описях Оружейной палаты упоминания о мехе на шапке встречаются только с XVII века. «Опушка» или «отворот» скрыла декор в нижней части золотых пластин. Кроме того, после добавления меха шапку стало невозможно носить — убор был слишком широк. При сравнении шапки Мономаха с венцом Михаила Фёдоровича, сделанным в 1627 году, становится очевидна разница между оригинальным и вторичным добавлением меха. В уборе Михаила Фёдоровича металлические пластины сужаются книзу, а меховая опушка плотно охватывает голову и не скрывает других декоративных элементов.
По мнению Н. В. Жилиной, нынешний меховой отворот является как минимум вторым в истории шапки. Сохранившееся описание регалии историка А. Ф. Вельтмана от 1860 года указывает, что «венец имеет византийскую форму в виде митры, украшенной драгоценными камнями». Вероятно, на тот момент шапка сохраняла пропорции I и II конструктивных стадий и сужалась внизу так, что могла плотно сидеть на голове. Меховой отворот при этом не скрывал деталей декора золотых пластин.

## Шапка в истории России

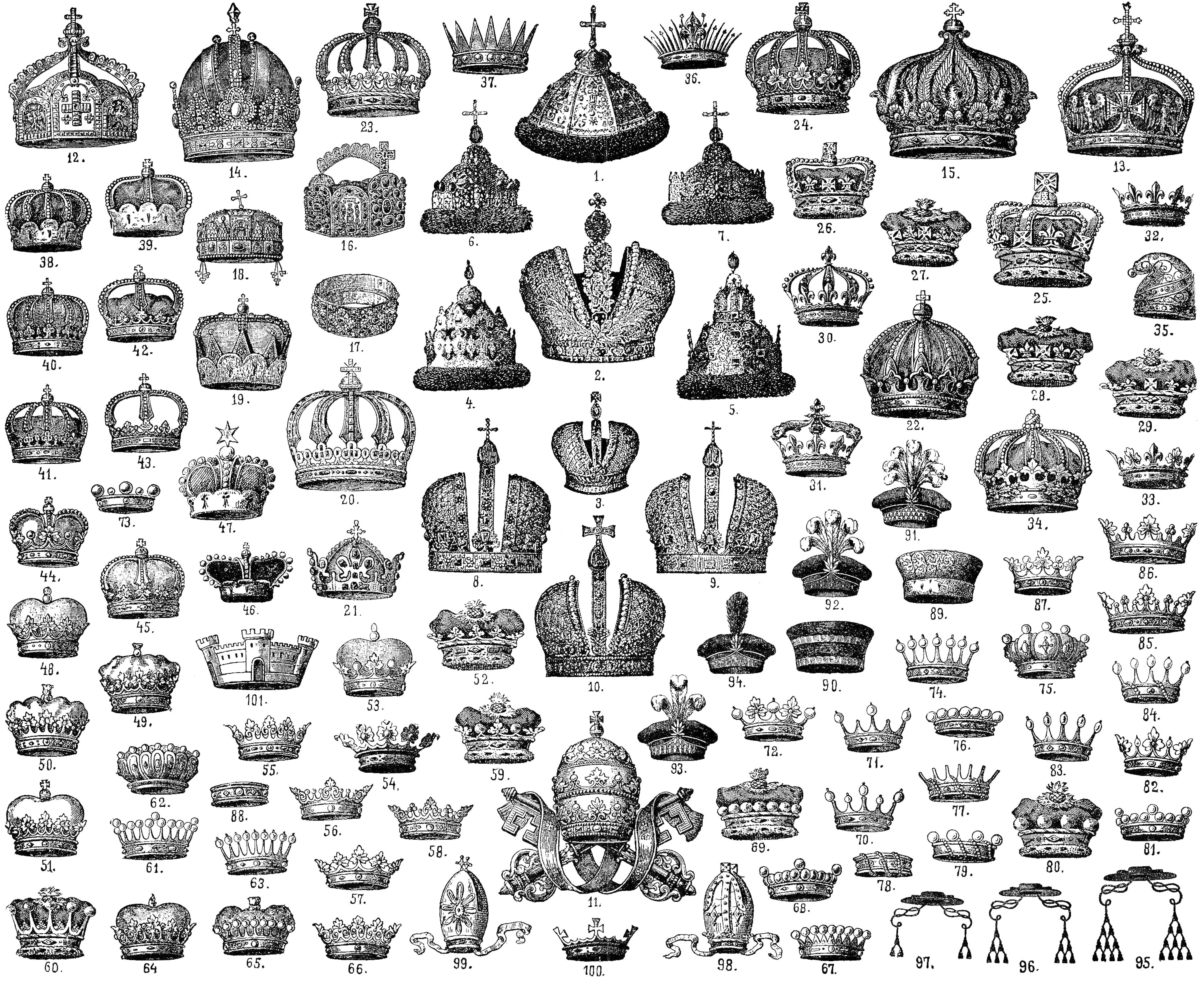
Иллюстрация из энциклопедического словаря Брокгауза и Ефрона, 1890—1907

### XII—XVII века
Шапкой Мономаха короновались на протяжении 184 лет:
- Дмитрий Иванович Внук (1498)
- Иван Грозный (1547)
- Фёдор Иванович (1584)
- Борис Годунов (1598)
- Лжедмитрий I (1605)
- Василий IV Шуйский (1606)
- Михаил Фёдорович (1613)
- Алексей Михайлович (1645)
- Фёдор III Алексеевич (1676)
- Иван V (1682)

Со времён Ивана Грозного шапка Мономаха утвердилась как главный символ самодержавия и вошла в Большой наряд — торжественное облачение царя на самых важных событиях. В письменных источниках её отличали как «шапку царскую с крестом». Характерная «луковичная» форма напоминала купола православных церквей и символизировала связь царской и божьей власти. Она так точно отражала дух времени, что стала прообразом для целого ряда династических головных уборов — ей подражали шапки Астраханская, Сибирская, Казанская, Алмазная и другие.
Исследователи отмечают, что в чинах венчания и художественных исторических свидетельствах встречаются многочисленные разночтения облика шапки Мономаха. Поскольку её символическое значение было важнее реального образа, детали передавались непоследовательно и без точности.
Для двойной коронации Петра и Ивана Алексеевичей были сделаны некоторые отступления от традиции. Для церемонии был изготовлен двойной серебряный трон, Пётр получил новый венец — шапку Мономаха второго наряда.

### XVIII—XIX века
В 1721 году по указу Петра I традиция венчания на царство была заменена обрядом коронации. С 1762 года место главной династической регалии заняла Большая императорская корона, изготовленная для коронации Екатерины II. Более древние инсигнии, в том числе и шапка Мономаха, были перевезены в Успенский собор. При коронациях их выставляли на аналое как «достопамятность Царского достоинства».

## В культуре

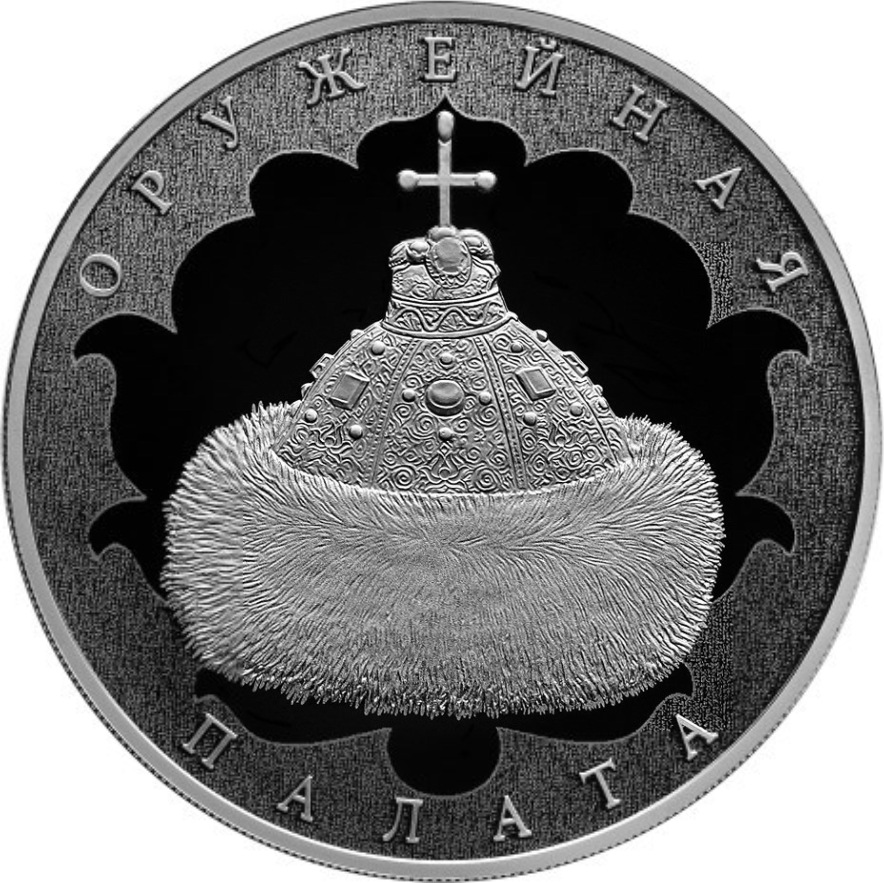
Юбилейная монета Банка России, серия «Оружейная палата» достоинством 3 рубля. Серебро, реверс, 2016

### Копии и эпонимы
- В пещере Эмине-Баир-Хосар (нижнее плато Чатыр-Даг Крымского полуострова) находится сталагмит «Шапка Мономаха»[80].
- На границе между Иркутской областью и Бурятией в горном хребте Хамар-Дабан находится пик под названием «Шапка Мономаха»[81].
- Для Феодоровского собора Санкт-Петербурга ювелирная фирма братьев Оловянишниковых изготовила паникадило в виде шапки Мономаха. Ажурный бронзовый светильник имел диаметр в шесть метров[82].
- В 2002 году к 50-летию президента России Владимира Путина группа российских ювелиров создала точную копию шапки Мономаха оценочной стоимостью в 50 тыс. долларов США. В том же году президент российской Ассоциации ювелирного искусства Анатолий Климин сообщил, что изделие будет выставлено на аукцион, а доходы с продажи перечислят детским домам. Передача главе демократического государства символа самодержавной власти была сочтена некорректной[83].

### Упоминания
- Предположительно, одно из малоизвестных изображений шапки расположено на винграде пушки «Ревельский лев» работы Карстена Миддельдорпа — якобы скульптурной голове Ивана Грозного в шапке Мономаха. Её облик,. по мнению Сергея Богатырева, идентичен изображению на панно Царского места в Успенском соборе[84][85], однако это предположение опровергается другими исследователями, как и версия о портрете царя на пушке[86].
- Крылатая фраза «Тяжела ты, шапка Мономаха!» из трагедии Александра Пушкина «Борис Годунов». Это выражение описывает груз ответственности монарха за свой народ[4].
- В 1997 году журнал «Мономах» учредил одноимённую премию за достижения в науке и культуре[87].
- В 2016 году Банк России выпустил юбилейную монету достоинством в три рубля, на обратной стороне которой изображена шапка Мономаха[88].